# Skakolympiade
En skakolympiade er en turnering i skak, som officielt er blevet arrangeret af den internationale skakunion FIDE siden 1927, og som nu regelmæssigt finder sted hvert andet år. Før 2. verdenskrig blev olympiaden af og til holdt hvert år, og navnet skakolympiade for turneringen blev først antaget som officielt navn i 1952.
Trods begivenhedens navn og det forhold, at skak dækkes i sportssektioner i aviser over hele verden, er skak ikke en anerkendt olympisk sportsgren. FIDE blev imidlertid anerkendt af den Internationale Olympiske Komité (IOC) i 1999 og følger nu dennes regler, bl.a. omkring doping. Det betyder principielt, at skak kan blive en olympisk begivenhed engang i fremtiden, omend de fleste iagttagere anser det for at være usandsynligt.
Skakolympiaderne har været stærkt medvirkende til at udbrede skakspillet, fordi mindre landes spillere her får en mulighed for at møde de stærkeste fra andre lande, hvilket ellers sjældent er muligt. Tilsvarende har skakolympiaderne medvirket til, at FIDE er blevet styrket og har fået flere medlemslande, fordi man ønsker at kunne deltage.
Skakolympiaden er et holdmesterskab for FIDE's medlemslande. Turneringsformen har varieret gennem årene. Siden den 38. Skakolympiade i 2008 i Dresden har et hold i såvel åben række som kvinderækken bestået af 1 holdkaptajn, 4 spillere og 1 reserve. Tidligere bestod holdene i kvinderækken af 2 eller 3 spillere. Turneringen afvikles efter schweizersystemet.
Generelt var de tidlige turneringer meget anstrengende for deltagerne, som skulle spille 3 partier på 2 dage, inklusive eventuelle hængepartier. Dette er nu ændret, så der kun spilles et parti pr. dag, og der er indlagt en hviledag under turneringen, tidligere var der endda to hviledage.
Både mænd og kvinder kan deltage på holdene i den åbne række. Derudover er der en separat kvinderække for kvinder. Siden 1976 har kvindekonkurrencen været afholdt på samme tid og sted som den åbne række. Trofæet for at vinde skakolympiaden for kvinder kaldes Vera Menchik Cup.
FIDE's kongres finder sted samtidig med olympiaden og her vælges blandt andet værtsbyen for den olympiade, som skal finde sted fire år senere.

## Skakolympiader (åben række)
Skakolympiader (åben række) har fundet sted som følger:
| Nr. | Olympiade            | Værtsby                          | Guldmedalje     | Sølvmedalje            | Bronzemedalje       |
| --- | -------------------- | -------------------------------- | --------------- | ---------------------- | ------------------- |
| 1   | Skakolympiaden 1927  | London Forenede Kongerige        | Ungarn 40       | Danmark 38½            | Storbritannien 36½  |
| 2   | Skakolympiaden 1928  | Haag Holland                     | Ungarn 44       | USA 39½                | Polen 37            |
| 3   | Skakolympiaden 1930  | Hamborg Tyskland                 | Polen 48½       | Ungarn 47              | Tyskland 44½        |
| 4   | Skakolympiaden 1931  | Prag Tjekkoslovakiet             | USA 48          | Polen 47               | Tjekkoslovakiet 46½ |
| 5   | Skakolympiaden 1933  | Folkestone England               | USA 39          | Tjekkoslovakiet 37½    | Sverige 34          |
| 6   | Skakolympiaden 1935  | Warszawa Polen                   | USA 54          | Sverige 52½            | Polen 52            |
| 7   | Skakolympiaden 1937  | Stockholm Sverige                | USA 54½         | Ungarn 48½             | Polen 47            |
| 8   | Skakolympiaden 1939  | Buenos Aires Argentina           | Tyskland 36     | Polen 35½              | Estland 33½         |
| 9   | Skakolympiaden 1950  | Dubrovnik Jugoslavien            | Jugoslavien 45½ | Argentina 43½          | Vesttyskland 40½    |
| 10  | Skakolympiaden 1952  | Helsinki Finland                 | USSR 21         | Argentina 19½          | Jugoslavien 19      |
| 11  | Skakolympiaden 1954  | Amsterdam Holland                | USSR 34         | Argentina 27           | Jugoslavien 26½     |
| 12  | Skakolympiaden 1956  | Moskva USSR                      | USSR 31         | Jugoslavien 26½        | Ungarn 26½          |
| 13  | Skakolympiaden 1958  | München Vesttyskland             | USSR 34½        | Jugoslavien 29         | Argentina 25½       |
| 14  | Skakolympiaden 1960  | Leipzig Østtyskland              | USSR 34         | USA 29                 | Jugoslavien 27      |
| 15  | Skakolympiaden 1962  | Varna Bulgarien                  | USSR 31½        | Jugoslavien 28         | Argentina 26        |
| 16  | Skakolympiaden 1964  | Tel Aviv Israel                  | USSR 36½        | Jugoslavien 32         | Vesttyskland 30½    |
| 17  | Skakolympiaden 1966  | Havana Cuba                      | USSR 39½        | USA 34½                | Ungarn 33½          |
| 18  | Skakolympiaden 1968  | Lugano Schweiz                   | USSR 39½        | Jugoslavien 31         | Bulgarien 30        |
| 19  | Skakolympiaden 1970  | Siegen Vesttyskland              | USSR 27½        | Ungarn 26½             | Jugoslavien 26      |
| 20  | Skakolympiaden 1972  | Skopje Jugoslavien               | USSR 42         | Ungarn 40½             | Jugoslavien 38      |
| 21  | Skakolympiaden 1974  | Nice Frankrig                    | USSR 46         | Jugoslavien 37½        | USA 36½             |
| 22  | Skakolympiaden 1976  | Haifa Israel                     | USA 37 2        | Holland 36½            | England 35½         |
| 23  | Skakolympiaden 1978  | Buenos Aires Argentina           | Ungarn 37       | Sovjetunionen 36       | USA 35              |
| 24  | Skakolympiaden 1980  | Valletta Malta                   | USSR 391        | Ungarn 39              | Jugoslavien 35      |
| 25  | Skakolympiaden 1982  | Luzern Schweiz                   | USSR 42½        | Tjekkoslovakiet 36     | USA 35½             |
| 26  | Skakolympiaden 1984  | Thessaloniki Grækenland          | USSR 41         | England 37             | USA 35              |
| 27  | Skakolympiaden 1986  | Dubai Forenede Arabiske Emirater | USSR 49         | England 39½            | USA 38½             |
| 28  | Skakolympiaden 1988  | Thessaloniki Grækenland          | USSR 40½        | England 34½            | Holland 34½         |
| 29  | Skakolympiaden 1990  | Novi Sad Jugoslavien             | USSR 39         | USA 35½                | England 35½         |
| 30  | Skakolympiaden 1992  | Manila Filippinerne              | Rusland 39      | Usbekistan 35          | Armenien 34½        |
| 31  | Skakolympiaden 1994  | Moskva Rusland                   | Rusland 37½     | Bosnien-Hercegovina 35 | Rusland II 34½      |
| 32  | Skakolympiaden 1996  | Yerevan Armenien                 | Rusland 38½     | Ukraine 35             | USA 34              |
| 33  | Skakolympiaden 1998  | Elista Rusland                   | Rusland 35½     | USA 34½                | Ukraine 32½         |
| 34  | Skakolympiaden 2000  | Istanbul Tyrkiet                 | Rusland 38      | Tyskland 37            | Ukraine 35½         |
| 35  | Skakolympiaden 2002  | Bled Slovenien                   | Rusland 38½     | Ungarn 37½             | Armenien 35         |
| 36  | Skakolympiaden 2004  | Calviá Spanien                   | Ukraine 39½     | Rusland 36½            | Armenien 36½        |
| 37  | Skakolympiaden 2006  | Torino Italien                   | Armenien 36     | Kina 34                | USA 33              |
| 38  | Skakolympiaden 20083 | Dresden Tyskland                 | Armenien 19     | Israel 18              | USA 17              |
| 39  | Skakolympiaden 2010  | Khanty-Mansijsk Rusland          | Ukraine 19      | Rusland 18             | Israel 17           |
| 40  | Skakolympiaden 2012  | Istanbul Tyrkiet                 | Armenien 19     | Rusland 19             | Ukraine 18          |
| 41  | Skakolympiaden 2014  | Tromsø Norge                     | Kina 19         | Ungarn 17              | Indien 17           |
| 42  | Skakolympiaden 2016  | Baku Aserbajdsjan                | USA 20          | Ukraine 20             | Rusland 18          |
| 43  | Skakolympiaden 2018  | Batumi Georgien                  | Kina 18         | USA 18                 | Rusland 18          |
| 44  | Skakolympiaden 2022  | Chennai Indien                   | Usbekistan 19   | Armenien 19            | Indien 18           |
| 45  | Skakolympiaden 2024  | Budapest Ungarn                  | Indien 21       | USA 17                 | Usbekistan 17       |

Skakolympiaden i 2006 i Torino fandt sted i perioden 20. maj – 4. juni 2006.
Arrangementet af Skakolympiaden 2008 tilfaldt Dresden, som vandt over den eneste anden by, som bød på det, nemlig Tallinn.

Noter:

1) USSR og Ungarn fik samme antal points. Den indbyrdes stilling blev afgjort ved korrektion efter Sonneborn-Berger-systemet.

2) USSR og andre kommunistiske lande deltog ikke i konkurrencen af politiske grunde.

3) Ved denne olympiade blev placeringen afgjort efter matchpoints (2 points for vundet match, 1 point hver for uafgjort) og ikke efter vundne partier.

## Uofficielle "skakolympiader"
Udover FIDE's officielle skakolympiader har der været nogle "uofficielle olympiader". Allerede i 1924 afholdt det franske skakforbund en skakolympiade, som fandt sted samtidig med Sommer-OL 1924. Turneringen indeholdt et mesterskab både for hold og individuelt, men arrangementet levede ikke helt op til forventningerne. Der var inviteret hold fra 18 lande, men disse viste sig at have forskelligt antal spillere etc. Ellers er denne turnering mest bemærkelsesværdig ved, at FIDE blev grundlagt i forbindelse med dens afholdelse.
I 1926 afholdtes igen en såkaldt "skakolympiade" i Budapest i forbindelse med en FIDE-kongres, men turneringen blev en fiasko, da kun fire lande deltog. Disse to første "olympiadeturneringer" regnes ikke med blandt de officielle turneringer.
I 1936 afholdt det tyske skakforbund en "skakolympiade" i München som et modstykke til sommer-OL 1936. Samtidig fejredes München Skakklubs 100-års jubilæum. Tyskland var imidlertid blevet ekskluderet fra FIDE på grund af sine racelove, som forbød andre end ariere at deltage. Der var af denne grund – og også på grund af, at den internationale skakturnering i Nottingham blev afholdt samtidig – færre deltagerlande, og fra disse manglede mange af de stærkeste mestre.
Den foreløbig sidste uofficielle turnering fandt sted i Tripoli i Libyen i 1976 samtidig med den ordinære skakolympiade i Haifa i Israel, som var boytcottet af Sovjetunionen og de fleste kommunistiske lande. Der deltog 38 lande i den alternative begivenhed, herunder enkelte lande som var medlemmer af FIDE – bl.a. Italien, Portugal og Filippinerne – men ingen af de kommunistiske lande. Turneringen var svagt besat, idet der ikke deltog én eneste stormester.

## Kvinders skakolympiader
| Nr.        | År   | Værtsby                          | Guldmedalje       | Sølvmedalje       | Bronzemedalje      |
| ---------- | ---- | -------------------------------- | ----------------- | ----------------- | ------------------ |
| 1          | 1957 | Emmen Holland                    | Sovjetunionen 10½ | Rumænien 10½      | Østtyskland 10     |
| 2          | 1963 | Split Jugoslavien                | Sovjetunionen 25  | Jugoslavien 24½   | Østtyskland 21     |
| 3          | 1966 | Oberhausen Vesttyskland          | Sovjetunionen 22  | Rumænien 20½      | Østtyskland 17     |
| 4          | 1969 | Lublin Polen                     | Sovjetunionen 26  | Ungarn 20½        | Tjekkoslovakiet 19 |
| 5-XX       | 1972 | Skopje Jugoslavien               | Sovjetunionen 11½ | Rumænien 8½       | Ungarn 8           |
| 6          | 1974 | Medellín Colombia                | Sovjetunionen 13½ | Rumænien 13½      | Bulgarien 13       |
| 7-XXII     | 1976 | Haifa Israel                     | Israel 17         | England 11½       | Spanien 11½        |
| 8-XXIII    | 1978 | Buenos Aires Argentina           | Sovjetunionen 16  | Ungarn 11         | Vesttyskland 11    |
| 9-XXIV     | 1980 | Valletta Malta                   | Sovjetunionen 32½ | Ungarn 32         | Polen 26½          |
| 10-XXV     | 1982 | Luzern Schweiz                   | Sovjetunionen 33  | Rumænien 30       | Ungarn 26          |
| 11-XXVI    | 1984 | Thessaloniki Grækenland          | Sovjetunionen 32  | Bulgarien 27½     | Rumænien 27        |
| 12-XXVII   | 1986 | Dubai Forenede Arabiske Emirater | Sovjetunionen 33½ | Ungarn 29         | Rumænien 28        |
| 13-XXVIII  | 1988 | Thessaloniki Grækenland          | Ungarn 33         | Sovjetunionen 32½ | Jugoslavien 28     |
| 14-XXIX    | 1990 | Novi Sad Jugoslavien             | Ungarn 35         | Sovjetunionen 35  | Kina 29            |
| 15-XXX     | 1992 | Manila Filippinerne              | Georgien 30½      | Ukraine 29        | Kina 28½           |
| 16-XXXI    | 1994 | Moskva Rusland                   | Georgien 32       | Ungarn 31         | Kina 27            |
| 17-XXXII   | 1996 | Yerevan Armenien                 | Georgien 30       | Kina 28½          | Rusland 28½        |
| 18-XXXIII  | 1998 | Elista Rusland                   | Kina 29           | Rusland 27        | Georgien 27        |
| 19-XXXIV   | 2000 | Istanbul Tyrkiet                 | Kina 32           | Georgien 31       | Rusland 28½        |
| 20-XXXV    | 2002 | Bled Slovenien                   | Kina 29½          | Rusland 29        | Polen 28           |
| 21-XXXVI   | 2004 | Calviá Spanien                   | Kina 31           | USA 28            | Rusland 27½        |
| 22-XXXVII  | 2006 | Torino Italien                   | Ukraine 29½       | Rusland 28        | Kina 27½           |
| 23-XXXVIII | 2008 | Dresden Tyskland                 | Georgien 18       | Ukraine 18        | USA 17             |
| 24-XXXIX   | 2010 | Khanty-Mansijsk Rusland          | Rusland 22        | Kina 18           | Georgien 16        |
| 25-XL      | 2012 | Istanbul Tyrkiet                 | Rusland 19        | Kina 19           | Ukraine 18         |
| 26-XLI     | 2014 | Tromsø Norge                     | Rusland 20        | Kina 18           | Ukraine 18         |
| 27-XLII    | 2016 | Baku Aserbajdsjan                | Kina 20           | Polen 17          | Ukraine 17         |
| 28-XLIII   | 2018 | Batumi Georgien                  | Kina 18           | Ukraine 18        | Georgien 17        |
| 29-XLIV    | 2022 | Chennai Indien                   | Ukraine 18        | Georgien 18       | Indien 17          |
| 30-XLV     | 2024 | Budapest Ungarn                  | Indien 19         | Kasakhstan 18     | USA 17             |